# Балка Криничувате
Балка Криничувате — балка (річка) в Україні у Кропивницькому районі Кіровоградської області. Ліва притока річки Мертвоводу (басейн Південного Бугу).

## Опис
Довжина балки приблизно 5,92 км, найкоротша відстань між витоком і гирлом — 5,58  км, коефіцієнт звивистості річки — 1,06 . Формується декількома струмками та загатами.

## Розташування
Бере початок на північно-східній околиці села Зоряне. Тече переважно на південний захід через село Витязівку і впадає у річку Мертвовод, ліву притоку Південного Бугу.

## Цікаві факти
- У XX столітті на балці існували газгольдери та газові свердловини[2], а у XIX столітті — декілька вітряних млинів[1].